# International Women's Open 1993
L'International Women's Open 1993 è stato un torneo di tennis giocato sull'erba. È stata la 19ª edizione del torneo di Eastbourne, che fa parte della categoria Tier II nell'ambito del WTA Tour 1993. Si è giocato al Devonshire Park Lawn Tennis Club di Eastbourne in Inghilterra, dal 14 al 19 giugno 1993.

## Campionesse

### Singolare
Martina Navrátilová ha battuto in finale  Miriam Oremans con il punteggio di 2–6, 6–2, 6–3

### Doppio
Gigi Fernández /  Nataša Zvereva hanno battuto in finale  Jana Novotná /  Larisa Neiland con il punteggio di 2–6, 7–5, 6–1